# Trupanea pubescens
Trupanea pubescens
 es una especie de insecto díptero que Jean-Jacques Kieffer y Jorgenson describieron científicamente por primera vez en el año 1910.
Esta especie pertenece al género Trupanea de la familia Tephritidae.